# Andrena pertristis
Andrena pertristis là một loài Hymenoptera trong họ Andrenidae. Loài này được Cockerell mô tả khoa học năm 1905.